# Rudolph Beck-Dülmen
Rudolph Beck-Dülmen (* 1. April 1885; † 22. März 1956) ist der Name einer fiktiven Person, die 1984 und 1985 mit beträchtlichem Aufwand als Aprilscherz inszeniert wurde.

## Zur Entstehung
Am 1. April 1984 wurde die fiktive Person in einer von Dieter Ertel, dem Fernsehdirektor des Südwestfunks Baden-Baden, geleiteten ARD-Fernsehdiskussion scheinbar der Vergessenheit entrissen. Die Bedeutung Beck-Dülmens sollte allein schon daran erkennbar werden, dass jene nächtliche Diskussionsrunde durch über jeden Zweifel erhabene Persönlichkeiten, nämlich den baden-württembergischen Ministerpräsidenten Lothar Späth, den Tübinger Rhetorik-Professor Walter Jens und den Musikprofessor und Generalintendant Wolfgang Gönnenwein bestritten wurde.
Nach deren Aussagen war Rudolph Beck-Dülmen angeblich ein vielseitig begabter schwäbischer Wissenschaftler, der sich insbesondere als Neurologe, Philosoph, Musikologe, Komponist, ausübender Musiker und Schriftsteller einen Namen gemacht habe, nach seinem Tode aber jahrzehntelang in Vergessenheit geraten sei.
Am 1. April 1985 veröffentlichte der Drumlin Verlag Weingarten ein von Dieter Käfer verfasstes und mit Fotos versehenes Buch mit dem Titel „Rudolph Beck-Dülmen – Denker in dunkler Zeit“, das Gegenstand eines Projekts war, an dem sich auch die Professoren Ulrich Hötzer (Pädagogische Hochschule Weingarten), Hans E. Hornung und Wolfgang Krueger (Fachhochschule für Bibliothekswesen, Stuttgart) beteiligten. 1985 strahlte der SWF Roman Brodmanns Dokumentarfilm Auf den Spuren von Rudolph Beck-Dülmen aus. Die Medien stellten in der Folgezeit Rudolph Beck-Dülmen in eine Reihe mit Ernst August Dölle, Gottlieb Theodor Pilz, Jakob Maria Mierscheid, Friedrich Gottlob Nagelmann, Edmund Friedemann Dräcker u. a.
Laut Landesbibliographie Baden-Württemberg soll die Erfindung der Person auf den Musikwissenschaftler Wolfgang Krueger von der Hochschule der Medien Stuttgart zurückgehen. Tatsächlich wurde Rudolph Beck-Dülmen aber von einem der Söhne von Wolfgang Gönnenwein erfunden, der auch die Büste schuf, die in der TV-Diskussion gezeigt wird.

## Beck-Dülmens fiktives Leben

### Lebensdaten
Das Geburtsdatum wie auch der Geburtsort von Rudolph Beck-Dülmen sind nicht eindeutig bestimmbar: je nach Quelle wurde er am 29. Februar 1884, 31. März 1886 oder (nach jüngsten Erkenntnissen) 1. April 1885 als Sohn des Bankdirektors Heinrich Beck und dessen aus Dülmen stammender Ehefrau Katharina geboren. Um seinen Geburtsort kam es zu dem unrühmlichen „Streit der sieben Städte“ (Mölln, Dülmen, Aulendorf, Michelbach-Bilz sowie die Stuttgarter Vororte Kaltental, Heslach und Zuffenhausen). Heute gilt als gesichert, dass seine Wiege in einem der drei genannten Stuttgarter Vororte gestanden habe. Der Tod ereilte ihn am 22. März 1956 in Stuttgart-Kaltental, und am 30. März 1956 wurde seine Urne in der Nähe der Insel Helgoland auf See bestattet.

### Jugend- und Studienjahre (1885 (?)–1911)
Mit 13 Jahren verlässt Beck-Dülmen erstmals Deutschland: Sein Vater wird 1898 für ein Jahr nach Prag versetzt und Beck-Dülmen am Altstädter Deutschen Staatsgymnasium Schulkamerad von Franz Kafka. 1903 legt er, wieder nach Stuttgart zurückgekehrt, sein Abitur ab. Danach folgen Auseinandersetzungen mit dem Vater um den zu ergreifenden Beruf: Der Vater möchte aus Rudolph einen Juristen machen, doch der immatrikuliert sich in klarer Erkenntnis seiner Berufung im Wintersemester 1903/04 an der Ruprecht-Karls-Universität Heidelberg für Medizin, studiert daneben Philosophie und Soziologie und nimmt zugleich noch privaten Musikunterricht. Tief beeindruckt ihn Max Weber, bei dem er von 1904 bis 1906 hört, sich dann aber mit ihm in einem Grundsatzstreit überwirft. So wechselt er 1906 an die Eberhard-Karls-Universität Tübingen und schließt dort 1907 seine Studien in Soziologie und Philosophie mit dem Dr. phil. ab.
Noch im selben Jahr 1907 übersiedelt er nach Berlin, wo er an der Kaiser-Wilhelms-Akademie für das militärärztliche Bildungswesen sein Medizinstudium fortführt, 1911 das Examen ablegt und den akademischen Grad eines Dr. med. erlangt. Er begegnet während dieser ihn prägenden Zeit Gottfried Benn und Ludwig Wittgenstein und führt ein „Doppelleben“ als engagierter Medizinstudent und dichtender Bohemien.

### Berufliche Jahre (1911–1945)
Beim Antritt seiner militärärztlichen Tätigkeit kommt es 1911 zu einem folgenschweren Unfall: Beck-Dülmen stürzt vom Pferd, erleidet eine Wirbelsäulenverletzung und wird „militäruntauglich“ ins Zivilleben entlassen. Er findet eine Anstellung als Assistenzarzt in der neurologischen Abteilung der Berliner Universitätskliniken und kann dort bedeutende Studien über die Beziehungen von Musik und Medizin durchführen. Im Café des Westens lernt er die dort verkehrenden jungen expressionistischen Dichter kennen, und 1912 kommt es zu einer nachhaltigen Begegnung mit der zehn Jahre älteren Else Lasker-Schüler. Beck-Dülmen publiziert nun einige Gedichte unter dem Pseudonym Sindbad. 1913 wird Beck-Dülmen Oberarzt und sieht während eines Urlaubs in Riva am Gardasee Franz Kafka wieder.
Während des Ersten Weltkriegs dient Beck-Dülmen als Schiffsarzt („Arzt auf den Meeren“) bei der Kaiserlichen Marine und gerät am Ende in englische Gefangenschaft, die er bis 1919 in Scapa Flow verbringt.
Nach der Rückkehr aus der Gefangenschaft lässt sich Beck-Dülmen von 1920 bis 1925 als Landarzt („Vater der ledigen Mütter“) in Mannshaupten im Remstal bei Stuttgart, seinem „schwäbischen Exil“, nieder, besucht 1922 Rudolf Steiner in Dornach und unterhält einen intensiven Briefwechsel mit Thomas Mann, Ernst Bloch und Rainer Maria Rilke. In Beck-Dülmens Schaffen ist dies die Periode der sogenannten „lyrischen Reduktion“, des Versuchs, die „Welthaltigkeit“ des Schweigens, des Verstummens, des Unterlassens im Medium des Gedichts Sprache werden zu lassen (siehe unter Sekundärliteratur bei Dieter Käfer, S. 96). In jene Zeit fällt auch Beck-Dülmens geniale Entdeckung der Tatsache, dass zwischen hörbaren Tönen unhörbare „Glühtöne“ existent sind, die ganz eigenwillige Kompositionen wie etwa die erst posthum aufgefundene „Kaltenthaler Elegie“ ermöglichen.
Im Jahr 1926 kehrt er nach Berlin zurück und setzt sein „Doppelleben“ unter Vertiefung seiner Freundschaft zu Gottfried Benn fort. Er wird Schüler von Arnold Schönberg, der seine hohe Begabung erkennt und fördert. 1926 kommt es auch zu einer kurzen homoerotischen Beziehung zu Sanitätsrat Dr. med. Magnus Hirschfeld, dem Gründer des „Instituts für Sexualwissenschaft“ in Berlin. Am Weihnachtsabend stirbt Beck-Dülmens Vater und hinterlässt ihm und seinem jüngeren Bruder Wilhelm ein bedeutendes, durch Aktienspekulationen erworbenes und über die Inflationszeit hinweggerettetes Vermögen, das ihm für viele Jahre Unabhängigkeit beschert.
Die Jahre 1927 bis 1931 verbringt Beck-Dülmen auf Reisen nach Italien, Griechenland und Nordafrika; sein literarisches und musikalisches Schaffen erfährt eine schöpferische Pause. Nach seiner Rückkehr nach Deutschland zieht er im September 1931 in das verlassene Vaterhaus in Stuttgart-Heslach ein und verfasst im Hinblick auf das Goethe-Jahr 1932 eine romanhafte Biografie des großen deutschen Dichters, „Der trübe Gast“, die einen wichtigen Beitrag zu dessen längst fälliger Entmythologisierung darstellt. Die Publikation bleibt nicht folgenlos: Seine literarischen Gegner zetteln 1932 eine Intrige gegen ihn an, die zu seiner Verfemung und schließlich Unterdrückung führen.
Die Machtergreifung durch Adolf Hitler am 30. Januar 1933 erlebt er hautnah in Berlin und er beschließt, sich dem Naziregime durch innere Emigration zu entziehen. Er kehrt nach Württemberg zurück und nimmt zum Überleben während der „tausend Jahre“ von 1933 bis 1945 wieder seine Tätigkeit als Landarzt auf, wobei er aus Sicherheitsgründen siebenmal den Wohnort wechseln muss (Königsfeld, Upflamör, Wäschenbeuren, Welzheim, Gruorn, Mössingen und Biberach). Nachhaltig sichtbar sind sein damaliges Engagement als Theaterarzt und Forscher auf dem Gebiet der Musikneurologie sowie seine schriftstellerischen Leistungen als Romancier geblieben, mit denen er sich durchaus auf die Ebene eines Hermann Hesse begibt.
1945 lässt sich Beck-Dülmen in Schorndorf nieder und findet in Georg von der Vring einen treuen Freund. Er rechnet nun mit seinen Gegnern ab und führt im Übrigen ein zurückgezogenes Leben.

### Schicksalsjahr 1950
1950 wird für ihn zu einem über den Rest seines Lebens entscheidenden Jahr: Der 65-Jährige lernt bei einem Mozart-Konzert in Stuttgart die wohl bekannteste Harfenistin Europas, Fee von Clausener, kennen und lieben. Sie ist eine aus Bielefeld stammende Angehörige eines verarmten ostwestfälischen Adelsgeschlechts und 35 Jahre jünger als Beck-Dülmen, doch tut dies seiner tiefen Neigung keinen Abbruch. Für ihn ist sie „Gestalt gewordene Musik“ und die „Verkörperung der Kunst als Frau, der fleischgewordene Ton“. Am Ende einer Europa-Tournee, auf der er sie begleitet, macht er der Geliebten einen Heiratsantrag, wird aber abgewiesen.

### Letzte Jahre (1951–1956)
Auf der Tournee mit Fee von Clausener hat sich Beck-Dülmen in jeder Hinsicht verausgabt. Alle seine Mittel einschließlich des Restes seines väterlichen Vermögens sind verbraucht. So kehrt er 1951 völlig verarmt nach Stuttgart zurück, wo er sich im Ortsteil Kaltental ein möbliertes Zimmer nimmt. Hier verbringt er die letzten fünf Jahre seines Lebens völlig isoliert, von seinen Freunden (soweit diese noch leben) vergessen, mittellos und an Leib und Seele erkrankt. Mit den Worten „Jetzt könnte ich sprechen! Amen“ stirbt er am 22. März 1956 in seinem kargen Kaltentaler Zimmer. Ein katholischer Pfarrer hat an seinem Bett ausgeharrt; er hat Rudolph Beck-Dülmen in Frieden entschlafen sehen.

## Denker in dunkler Zeit

### Schriftliche Werke (in Auswahl)
- Autobiografisches
  - Lob und Kritik des Herkommens (Fragment zur Autobiografie)
  - Ein Deutscher auf Abruf (Autobiografie, 1956)

- Wissenschaftliche Schriften, Abhandlungen und Aufsätze
  - Vom Sinn sozialen Handelns und Unterlassens (Klausurarbeit, Heidelberg 1904)
  - Handeln oder Unterlassen – Versuch der historischen und ethischen Grundlegung einer soziologischen Nichthandlungstheorie in unpraktischer Absicht (Dissertation, Tübingen 1907)
  - Psychopathologie der Pubertätsepilepsie (Aufsatz, 1910)
  - Über die Häufigkeit des Diabetes mellitus bei der Bevölkerung in Berlin-Kreuzberg (Dissertation, Berlin 1911)
  - Klangbild, Symbolik, Assoziation (Aufsatz über die Zusammenhänge von Musik und Neurologie, 1913)
  - Kreativität und Psychopathologie im Bereich des musikalischen Schaffens (1914)
  - Zur Theorie der Konvergenz der Töne (1914)
  - Dennoch Schiffsarzt – Maritime Betrachtungen (1914–1919)
  - Bibliographie der von Gottlieb Daimler rezipierten Belletristik (1924)
  - Proszenium – Notizen über das Theater (Essay, 1923)
  - Über die Divergenz der Misstöne (1925)
  - Über den Einfluss der Kritik auf Physis und Psyche des Künstlertums (Aufsatz, 1926)
  - Schweigen und Sprache (Philosophisches Hauptwerk in zwei Teilen, 1926)
  - Matrilineare Strukturen polyphoner Klangbilder (1926)
  - Ein fehlender Ton in einer Fuge von Johann Sebastian Bach (musiktheoretischer Aufsatz zu den Goldberg-Variationen, 1938)
  - Psychopathologie des Erwerbssinns (Essay, 1939)
  - Über den schwäbischen Stammes-Charakter (Studie, 1940)
  - Aufrecht gehen in finsterer Zeit (Traktat, 1946)
  - Denken, Sprechen, Verstummen (1956)

- Romane
  - Der trübe Gast (romanhafte Goethe-Biografie, 1932)
  - Der schweigende Mund (1934)
  - Die Windorgel (1942)
  - Missa cum Nomine (1952)

- Gedichtbände
  - Sonette eines Wanderers (1904)
  - Herbstlaub (1905)
  - Brandung (1906)
  - Steinbruch (1912)
  - Leier und Bogen (1913)
  - Gesänge des Zweifels (1914)
  - Gesänge der Hoffnung (1919)
  - Harfenklänge (Sonette für Fee von Clausener, 1950)
  - Der Schneekönig (op. posth.)

- Theaterstücke
  - Geballte Fäuste (Einakter, 1934)
  - Moritat vom braven Kaspar Paul (1938)

### Musikalische Kompositionen
- Streichquartett in B-Dur (1903)
- Sextett für Streichquartett, Kontrabass und Harmonium Nr. 1 (1904)
- Sextett für Streichquartett, Kontrabass und Harmonium Nr. 2 in f-Moll (1905)
- Symphonie B-A-Es-F (1905)
- Herbsttag – Oratorium nach dem Gedicht von Rainer Maria Rilke für drei Singstimmen, zwei konzertierende Harfen und dreiundzwanzig Solostreicher (1908)
- Der Zauberpantoffel (Symbolistische Kammeroper, 1922)
- Te Deum – Nonett für Altstimme, Harfe und siebenstimmigen Blockflötenchor (1924)
- Kaltenthaler Elegie für Singstimme, Männerquartett, drei Violinen, Violoncello, Kontrabass und Harmonium (op. posth.)

### Medizintechnische Erfindungen
- Ohrenauspinseler nach Beck-Dülmen (1920)
- Beck-Dülmenscher Blutkörperzählapparat (1923)